# Torneio Norte-Nordeste de Futebol
O Torneio Norte–Nordeste foi uma competição inter-regional de futebol, realizada como competição independente de 1968 a 1970 e em anexo à Série B nacional em 1971 e 1972. Organizada e chancelada pela CBD, precursora da CBF, definia o campeão do Norte-Nordeste do Brasil.

## História
O campeonato era dividido em duas chaves regionais (zonais): Torneio do Norte e Torneio do Nordeste. Em 1968, 1969 e 1971, os vencedores de cada qual se enfrentaram em uma final ida-e-volta, havendo um jogo extra em 1969. Em 1970, a fase final foi um quadrangular, envolvendo dois nortistas e dois nordestinos. Na edição de 1972, o torneio foi apenas entre clubes nordestinos. Foi jogado por 23 clubes em 1968, 26 em 1969, 36 em 1970, 17 em 1971 e novamente 23 em 1972.
Assim como o Torneio Centro-Sul (1968), o Torneio Norte-Nordeste (1968 a 1970) não contava com clubes que disputavam a Taça Brasil e o Robertão, o que configurava esses torneios inter-regionais como espécies de 2ª divisão nacional da época. Em 1971, o torneio foi absolvido à Série B (edição inaugural desta), como uma de suas zonas; em 1972, foi a própria Série B.[carece de fontes?]
Os campeões de 1968 do Torneio Norte-Nordeste, Torneio Centro-Sul, Torneio Roberto Gomes Pedrosa (primeira edição gerida pela CBD, tinha o nome oficial Taça de Prata) e da Taça Brasil ganharam vaga no Torneio dos Campeões da CBD de 1969. Neste, o Sport foi eliminado pelo Grêmio Maringá, em preliminar de dois jogos que também valeu pelo "Torneio Centro-Sul x Norte-Nordeste de 1968" (competição anexa, jogada em março de 1969). O time maringaense acabaria como campeão por W.O., após dois empates com o Santos. O Torneio dos Campeões não teve uma segunda edição.
A Taça Brasil foi extinta em 1968 (ano de referência, pois a competição findou de fato em 1969), enquanto o Torneio Centro-Sul foi cancelado após a fase de grupos em 1969 e não jogado em 1970. Dessa forma, enquanto o Torneio Roberto Gomes Pedrosa foi o único torneio nacional oficial de 1970, o Torneio Norte-Nordeste foi o único torneio regional/inter-regional.
Em 1971, a CBD decidiu criar o I Campeonato Nacional de Clubes (até 2010 considerado como primeira edição do Campeonato Brasileiro, quando a Taça Brasil e o Robertão foram unificados), e a quarta edição do Torneio Norte–Nordeste, chamada de Taça Norte–Nordeste de 1971, foi realizada como chave regional da primeira edição da Série B. Deu ao seu vencedor (o Clube do Remo, de Belém do Pará) o direito de disputar a final nacional, tendo como desafiante o ganhador da zona/chave Centro-Sul (o Villa Nova Atlético Clube, de Minas Gerais). Este foi o campeão da primeira B.
Em 1972, seria realizada a segunda edição da Taça Norte–Nordeste, oficialmente a quinta edição da competição no geral. Porém, a CBD realizou a Série B apenas com clubes da Região Nordeste, enquanto Remo e Nacional disputaram a Série A, como únicos representantes da Região Norte. O campeão foi o Sampaio Corrêa.[carece de fontes?] Uma nova edição da Série B seria jogada apenas em 1980, sem divisão em chaves regionais.

### Interesse na unificação
Em 2024, os três primeiros campeões fecharam uma parceria para pleitear junto a CBF o reconhecimento do Torneio Norte-Nordeste como Campeonato Brasileiro.
Os clubes argumentam que a competição tinha caráter nacional, sendo a regionalização uma consequência da dificuldade de um campeonato abrangendo todo o país. Também apontam o fato do torneio ser paralelo ao Robertão, que convidava apenas dois clubes da região Nordeste e que não oferecia o direito de disputa à região Norte.
Em 2010, a Associação Portuguesa de Desportos cogitou buscar tal reconhecimento ao Torneio Rio-São Paulo, primeira grande competição regional.
As edições de 1971 e 1972 não foram incluídas no pedido de unificação, pelo motivo das duas edições serem consideradas partes da Série B do Campeonato Brasileiro de seus respectivos anos.

## Campeões
| Ano            | Campeão        | Placar            | Vice-campeão | 3° Lugar               | 4º Lugar         |
| -------------- | -------------- | ----------------- | ------------ | ---------------------- | ---------------- |
| 1968 Detalhes  | Sport          | 3 - 1 2 - 1       | Remo         | CSA                    | Piauí            |
| 1969 Detalhes  | Ceará          | 1 - 2 3 - 2 3 - 0 | Remo         | Galícia                | Ferroviário-MA   |
| 1970 Detalhes  | Fortaleza      | Quadrangular      | Sport        | Fast Clube             | Tuna Luso        |
| 1971* Detalhes | Remo           | 0 - 0 2 - 0       | Itabaiana    | Ferroviário            | Rodoviária       |
| 1972* Detalhes | Sampaio Corrêa | 1 - 1 5 - 4 (pen) | Campinense   | Atlético de Alagoinhas | América de Natal |

* Oficialmente parte da Série B do Campeonato Brasileiro de seus respectivos anos.

### Por clube
| Estado                 | Campeões | Vice-campeões | 3º Lugar | 4º Lugar |
| ---------------------- | -------- | ------------- | -------- | -------- |
| Remo                   | 1        | 2             | 0        | 0        |
| Sport                  | 1        | 1             | 0        | 0        |
| Ceará                  | 1        | 0             | 0        | 0        |
| Fortaleza              | 1        | 0             | 0        | 0        |
| Sampaio Corrêa         | 1        | 0             | 0        | 0        |
| Itabaiana              | 0        | 1             | 0        | 0        |
| Campinense             | 0        | 1             | 0        | 0        |
| CSA                    | 0        | 0             | 1        | 0        |
| Galícia                | 0        | 0             | 1        | 0        |
| Fast Clube             | 0        | 0             | 1        | 0        |
| Ferroviário            | 0        | 0             | 1        | 0        |
| Atlético de Alagoinhas | 0        | 0             | 1        | 0        |
| Piauí                  | 0        | 0             | 0        | 1        |
| Ferroviário-MA         | 0        | 0             | 0        | 1        |
| Tuna Luso              | 0        | 0             | 0        | 1        |
| Rodoviária             | 0        | 0             | 0        | 1        |
| América de Natal       | 0        | 0             | 0        | 1        |

### Por federação
| Estado              | Campeões | Vice-campeões | 3º Lugar | 4º Lugar |
| ------------------- | -------- | ------------- | -------- | -------- |
| Ceará               | 2        | 0             | 1        | 0        |
| Pará                | 1        | 2             | 0        | 1        |
| Pernambuco          | 1        | 1             | 0        | 0        |
| Maranhão            | 1        | 0             | 0        | 1        |
| Sergipe             | 0        | 1             | 0        | 0        |
| Paraíba             | 0        | 1             | 0        | 0        |
| Bahia               | 0        | 0             | 2        | 0        |
| Amazonas            | 0        | 0             | 1        | 1        |
| Alagoas             | 0        | 0             | 1        | 0        |
| Piauí               | 0        | 0             | 0        | 1        |
| Rio Grande do Norte | 0        | 0             | 0        | 1        |